# Arceuthobium guatemalense
Arceuthobium guatemalense är en sandelträdsväxtart som beskrevs av Hawksw. & Wiens. Arceuthobium guatemalense ingår i släktet Arceuthobium och familjen sandelträdsväxter. Inga underarter finns listade i Catalogue of Life.